# Klub Sportowy Widzew Łódź

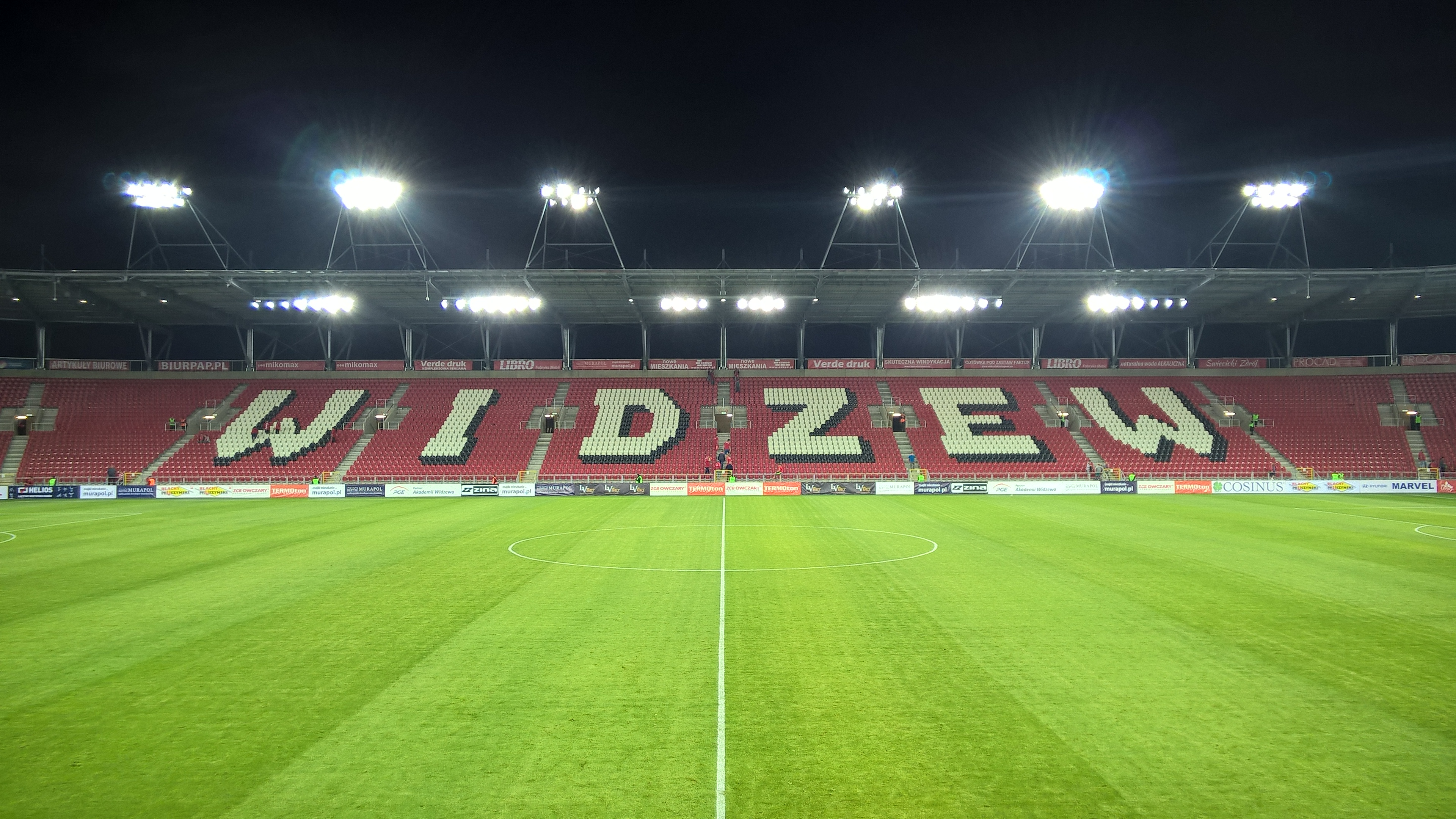
Estádio Ludwik Sobolewski

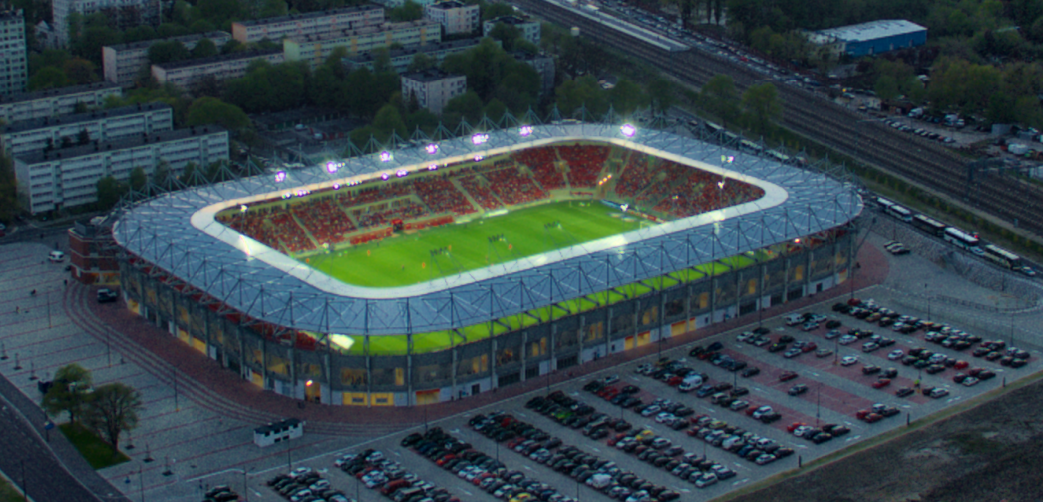
Estádio Ludwik Sobolewski

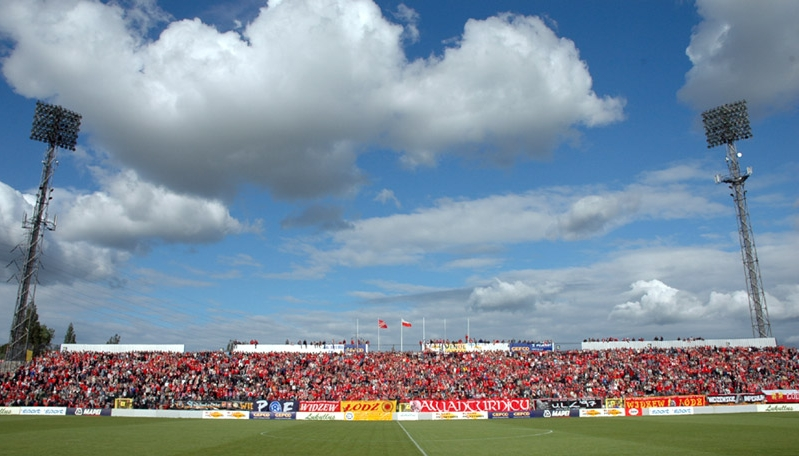
Estádio Ludwik Sobolewski

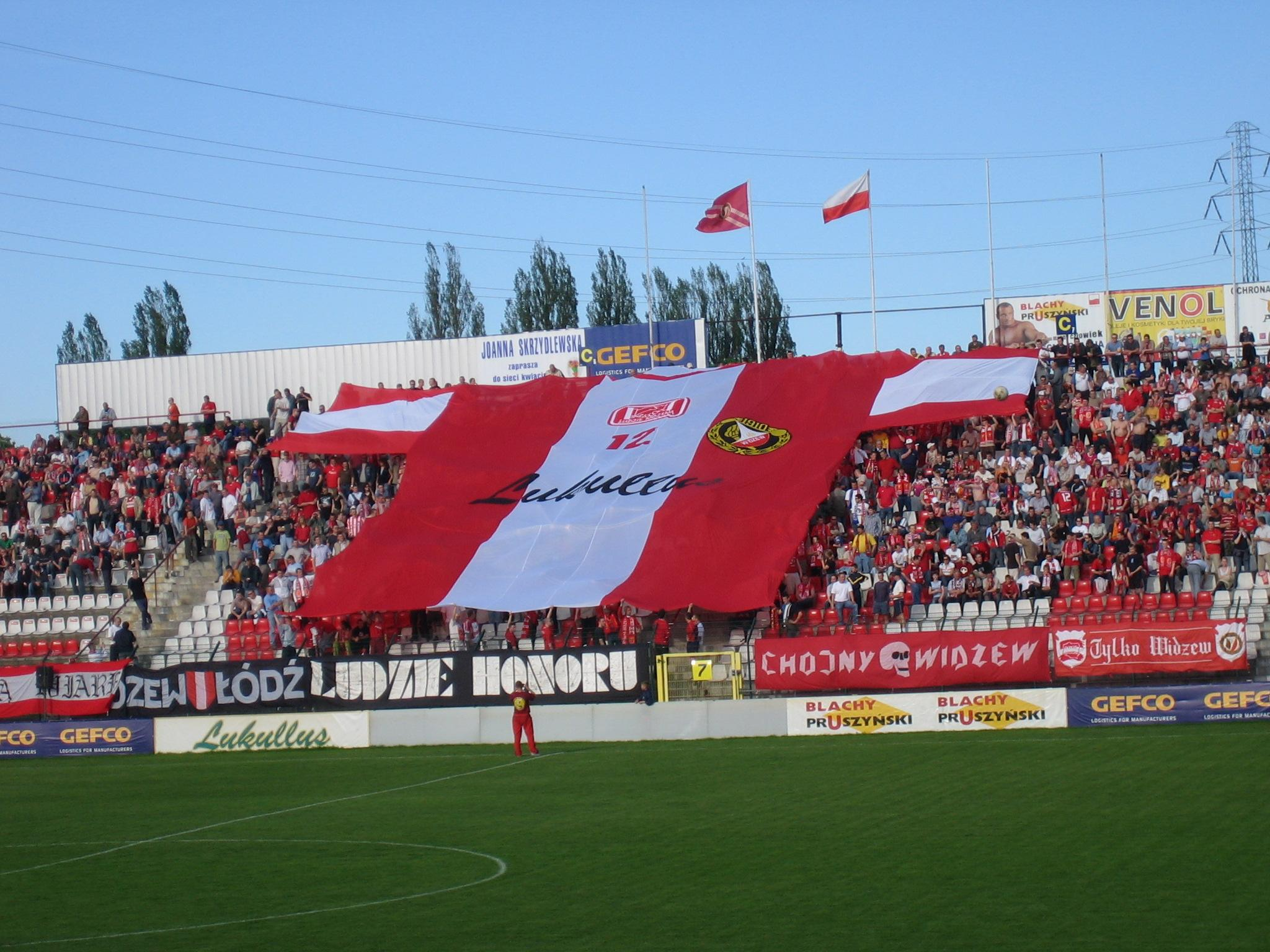
Estádio Ludwik Sobolewski

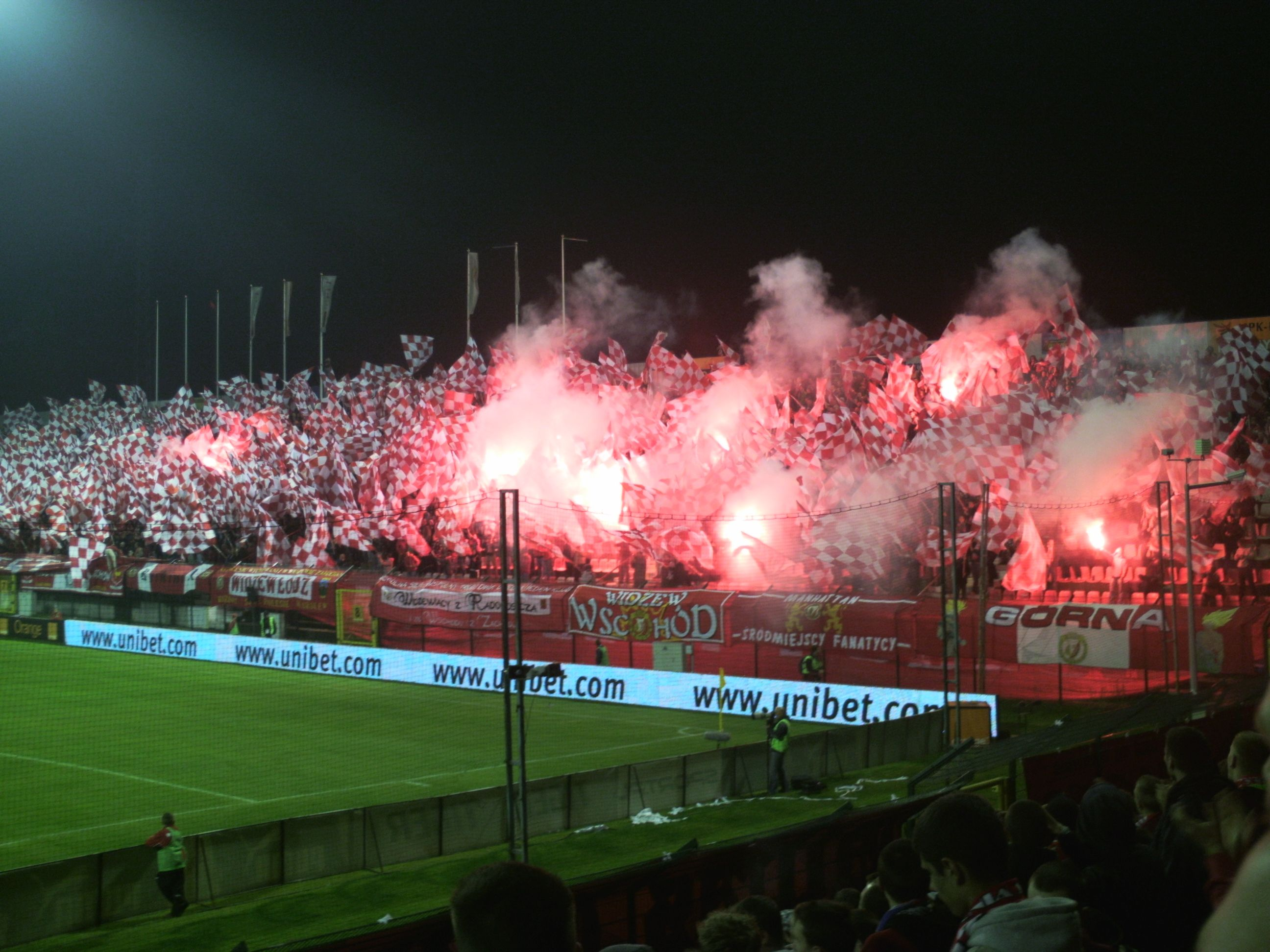
Estádio Ludwik Sobolewski

O RTS Widzew Łódź SA, abreviado Widzew Łódź, é um clube de futebol polonês da cidade de Łódź fundado em 1910. Suas cores oficiais são o vermelho e o branco, daí os seus apelidos Czerwona Armia (Exército Vermelho) e Czerwono-biało-czerwoni (Vermelho-branco-vermelho). 
O clube foi fundado em 1910 como Towarzystwo Miłośników Rozwoju Fizycznego Widzew (Sociedade de Fãs de Desenvolvimento Físico Widzew). O seu nome vem do nome da cidade de Łódź distrito Widzew, enquanto RTS significa Associação de Desporto dos Trabalhadores (em polaco Robotnicze Towarzystwo Sportowe). O clube foi fundado por trabalhadores polacos e industriais alemães que eram empregados da fábrica têxtil de Widzew chamada WIMA. Inicialmente, o clube chamava-se Associação Widzew para o Desenvolvimento Físico (em polaco: Towarzystwo Miłośników Rozwoju Fizycznego Widzew) porque nessa altura Lodz estava sob o domínio do czar russo e o adjectivo "trabalhador" (em polaco: Robotniczy) não podia ser usado no nome do clube. Os lemas do clube são Juntos Criamos Força (em polaco Razem Tworzymy Siłę) e Sempre em 12 (em polaco Zawsze w 12), o que pretende sugerir que os seus adeptos são o décimo segundo jogador da equipa. O clube joga os seus jogos no seu estádio, localizado em Łódź em 138 Marszałka Avenida Józefa Piłsudskiego. O estádio ostenta o nome não oficial mas comummente utilizado do Coração de Łódź (em Polish Serce Łodzi). 
Após a primeira guerra mundial, a Polónia recuperou a sua independência e o clube foi reactivado em 1922 como Robotnicze Towarzystwo Sportowe Widzew Łódź (Associação Desportiva dos Trabalhadores Widzew Łódź).
O Widzew ganhou quatro campeonatos da liga polaca, em 1981-82, 1982-83, 1996-97 e 1997-98, bem como a Taça da Polónia de 1985.
Depois de ganhar campeonatos consecutivos em 1981-82 e 1982-83, o Widzew recuperou a coroa da liga 14 anos mais tarde, após uma época recorde.[2] Durante a bem sucedida época 1996-97, o Widzew sofreu apenas 22 golos em 34 jogos, o menor de todas as equipas da liga. O Widzew foi também proficiente no ataque, marcando 84 golos e garantindo 88 pontos durante toda a campanha[3]. Graças em parte ao grande desempenho do seu guarda-redes Andrzej Woźniak, a equipa permaneceu invicta durante toda a época.
Na época seguinte de 1996-97, a equipa desfrutou de mais uma grande época. Pela segunda vez na história do clube, a equipa garantiu campeonatos consecutivos, marcando 74 golos ao longo da época e sofrendo apenas 21.
Apareceram em 117 jogos nas Taças Europeias, dos quais ganharam 42. O Widzew eliminou o gigante europeu Manchester United da Taça UEFA 1980-81, embora o seu maior feito tenha sido alcançar a semifinal da Taça Europeia 1982-83, eliminando o então tricampeão Liverpool pelo caminho.
O futebolista de Widzew foi Józef Młynarczyk, que representou o SC Bastia em 1984-85 e foi jogador do FC Porto entre 1986 e 1989, tendo ganho a Taça dos Campeões com o clube em 1987. Também do Widzew ao FC Porto em 1995 foi o atacante Grzegorz Mielcarski. Fábio Alexandre da Silva Nunes é actualmente (a partir de 2021) um jogador de Widzew. 

## Títulos
- Campeonato Polonês (Ekstraklasa)
  - (4 Campeonatos): 1981, 1982, 1996 e 1997.
- Campeonato Polonês (2ª Divisão) (I Liga)
  - (3 Campeonatos): 2006, 2009 e 2010.

- Copa da Polônia (Puchar Polski)
  - (1): 1985

- Supercopa da Polônia (Superpuchar Polski)
  - (1): 1986